# توزیع چندجمله‌ای
توزیع چندجمله‌ای (به انگلیسی: multinomial distribution) در نظریه احتمالات، تعمیم توزیع دوجمله‌ای است. در واقع در این توزیع به ازای n آزمایش تصادفی و مستقل، k نتیجه هرکدام با احتمال بروز مشخص ثابت بروز می‌کنند. در واقع توزیع چندجمله‌ای احتمال بروز هرگونه ترکیبی از n برآمد تصادفی مستقل (که هرکدام می‌توانند از میان یکی از k برآمد ممکن باشند) را بدست می‌دهد.
زمانی که مقدار k برابر 2 و مقدار n برابر 1 است توزیع چند جمله ای همان توزیع برنولی است، موقعی که k از 2 بزرگتر و n مساوی 1 است همان توزیع قطعی است.
توزیع برنولی پیشامد یک آزمایش برنولی را مدل می‌کند.به عبارت دیگر، یک سکه انداختن (با سکه ای که احتمال شیر و خط بودن آن برابر است) یا با موفقیت (شیر) یا با شکست (خط) رو به رو می‌شویم.توزیع دو جمله‌ای حالت عمومی‌تر این توزیع است که احتمال تعداد مشخصی شیر در n پرتاب را مشخص می‌کند. در توزیع چند جمله‌ای به عنوان مثال  تعداد n پرتاب یک تاس دارای k وجه را بررسی می‌کنیم.

### مثال
توزیع دو جمله‌ای به ما کمک می‌کند که احتمال هر یک از پیشامد‌‌‌‌‌‌‌‌‌‌‌‌‌‌‌‌‌‌‌‌‌‌‌‌‌‌‌‌‌‌‌‌‌‌‌‌های دودویی را بدست بیاوریم.به عنوان مثال با استفاده از آن می‌توانیم احتمال گرفتن 6 شیر از بین 10 پرتاب را می‌دهد. سکه انداختن یک پیشامد باینری است چون که تنها 2 تا پیشامد ممکن دارد: شیر یا خط. توزیع چند جمله‌ای در شرایطی به ما کمک می‌کند که بیش از دو پیشامد داشته باشیم. به عنوان مثال فرض کنید دو شطرنج باز تعداد دفعات متعددی با هم بازی کرده باشند و مشخص شده باشد که احتمال برد نفر اول 0.4، احتمال برد نفر دوم 0.35 و احتمال تساوی 0.25 باشد. توزیع چند جمله ای به ما کمک می‌کند که به سؤال "اگر این دو نفر 12 دور با هم بازی کنند احتمال 7 برد نفر اول، 2 برد نفر دوم و 3 تساوی چقدر است".

## مشخصات

### توزیع جرم احتمال
فرض کنیم می‌خواهیم چنین آزمایشی را انجام دهیم که می‌خواهیم n توپ (با جایگذاری) از داخل کیسه‌ای شامل k رنگ توپ خارج کنیم. تفاوتی بین توپ‌های هم رنگ وجود ندارد. فرض کنیم Xi متغیر تصادفی باشند که تعداد توپ‌های خارج شده دارای رنگ i را نشان می‌دهد. احتمال خارج شدن توپ با رنگ i ام را با p i نشان می‌دهیم. روی این مسئله می‌توان توزیع چندجمله‌ای را به صورت زیر نشان داد:
{\displaystyle {\begin{aligned}f(x_{1},\ldots ,x_{k};n,p_{1},\ldots ,p_{k})&{}=\Pr(X_{1}=x_{1}{\mbox{ and }}\dots {\mbox{ and }}X_{k}=x_{k})\\\\&{}={\begin{cases}{\displaystyle {n! \over x_{1}!\cdots x_{k}!}p_{1}^{x_{1}}\cdots p_{k}^{x_{k}}},\quad &{\mbox{when }}\sum _{i=1}^{k}x_{i}=n\\\\0&{\mbox{otherwise,}}\end{cases}}\end{aligned}}}
که در آن x1,... , xk مقادیر غیرمنفی هستند.

## تجسم

### به عنوان بخشی‌هایی از مثلث خیام-پاسکال
همانطور که می‌توان توزیع دو جمله‌ای را با برش‌های یک بعدی مثلث خیام-پاسکال مدل کرد، توزیع چند جمله‌ای را می‌توان با برش‌های دو بعدی از مثلث خیام-پاسکال مدل کرد.

## ویژگی‌ها
امید ریاضی تعداد دفعاتی که پی آمد i ام طی n آزمایش دیده شود عبارت است از:
{\displaystyle \operatorname {E} (X_{i})=np_{i}.\,}
واریانس هر پیامد برابر است با:
{\displaystyle \operatorname {var} (X_{i})=np_{i}(1-p_{i}).\,}
عوامل غیر قطری ماتریس کوواریانس یا کواریانس پیامدها را می‌توان به اینصورت محاسبه کرد:
{\displaystyle \operatorname {cov} (X_{i},X_{j})=-np_{i}p_{j}\,}
تکیه‌گاه (ریاضی) پی آمدهای توزیع چندجمله‌ای برابر است با:
{\displaystyle \{(n_{1},\dots ,n_{k})\in \mathbb {N} ^{k}|n_{1}+\cdots +n_{k}=n\}.\,}
که تعداد اعضای آن برابر است با:
{\displaystyle {n+k-1 \choose k-1}.}

## نمونه گیری از توزیع چندجمله‌ای
ابتدا احتمال رخدادها یعنی {\displaystyle p_{1},\ldots p_{k}} را به صورت کاهشی مرتب کنید. این کار تنها برای افزایش سرعت محاسبات است. سپس در هر تکرار برای متغیر تصادفی X عددی تصادفی از توزیع یکنواخت در (۰، 1) انتخاب کنید. در هر مرحله برآمد توسط رابطهٔ زیر مشخص می‌شود.
{\displaystyle j=\arg \min _{j'=1}^{k}\left(\sum _{i=1}^{j'}p_{i}-X\right).}
این یک نمونه‌گیری از توزیع چندجمله‌ای به ازای n=1 است. در صورتی که این آزمایش را n بار تکرار کنیم، یک نمونه‌گیری از توزیع چند جمله به ازای n تکرار داریم.

## رابطه بین توزیع چندجمله‌ای و پواسون
فرض کنید X1,X2,...,Xk متغیرهای پواسونی جداگانه و تصادفی باشند.
(X1 ~ P(λ1
(X2 ~ P(λ2
...
(Xk ~ P(λk
که مقدار λ‌ها لزوما برابر نیستند.توزیع شرطی نمودار
{\displaystyle X=(X1,X2,...,Xn)}
با داشتن
{\displaystyle n=X1+X2+...+Xn}
برابر است با (Mult(n, π
(π=(π1,π2,…,πk
و
{\displaystyle \pi j={\frac {\lambda j}{\lambda 1+\lambda 2+...+\lambda k}}}

## توزیع‌های مربوط
- زمانی که k=2 باشد، توزیع چندجمله‌ای برابر با توزیع توزیع دوجمله‌ای است.
- معادل پیوستهٔ این توزیع، توزیع گوسی چند متغیره است.
- معادل توزیع رسته‌ای در هر بار تکرار.
- توزیع دیریکله توزیع مزدوج پیشین توزیع چندجمله‌ای است.
- توزیع دیریکله-چندجمله‌ای
- مدل بتا-دو جمله‌ای